# 徐达墓
徐达墓位于中国江苏省南京市玄武区太平门外板仓街192号，为明代开国功臣之首、中山王徐達和妻子谢氏的墓葬。
此墓是保存最为完整的一座明代功臣墓。

## 历史
洪武十八年（1385年）二月，徐達逝世，追封中山王，谥武宁，赐葬钟山之阴。明初功臣多安葬于南京，分属紫金山北麓（钟山之阴）等地。钟山之阴，因与明孝陵所在的钟山之阳相对，被视为明初功臣的最高礼遇。明代文献中，安葬于钟山之阴的功臣有十余人。而经考古证实的，仅徐達等六人，及两位姓名失考者。至当代被视为明孝陵的陪葬墓。
1956年，徐达墓被列为江苏省文物保护单位。2003年7月3日，与明孝陵一起成为世界文化遗产。2006年5月，与其他明初功臣墓一并与明孝陵合并列为全国重点文物保护单位。

## 建筑
徐达墓坐北朝南。神道入口处立有南京市文物事业管理委员会在1984年按原来形制复制的“明中山王神道”牌坊。神道长约300米，两侧石像生成对依次分列牵马侍从、石羊、石虎、武士、文臣等各一对。
神道上的“御制中山王神道碑”是明代功臣墓中，最大且最有代表性的一块神道碑。此碑通高8.95米、宽2.2米、厚0.70米，其高度是明初功臣墓碑中最高的，甚至超过明太祖孝陵的神功圣德碑。神道碑顶部是浮雕的云龙文碑额，篆书“御制中山王神道碑”。碑底部是龟趺碑座。中部碑身刻有明太祖朱元璋亲自撰写的碑文，共28行，约1716字，碑文标有句读，在古碑中极为罕见。推测原因有两种，一是，刻碑工匠因句读为朱元璋亲笔所书，不敢擅自改动，故一并刻在碑上；二是，碑文由官员代笔，为方便朱元璋阅读，特意加句读。刻碑工匠不敢擅自改动，故一并刻在碑上。
神道终点是徐达夫妇合葬墓冢，冢前是徐达后代所立的石碑，刻“明魏国公追封中山王谥武宁 夫人谢氏之墓”。

## 图集

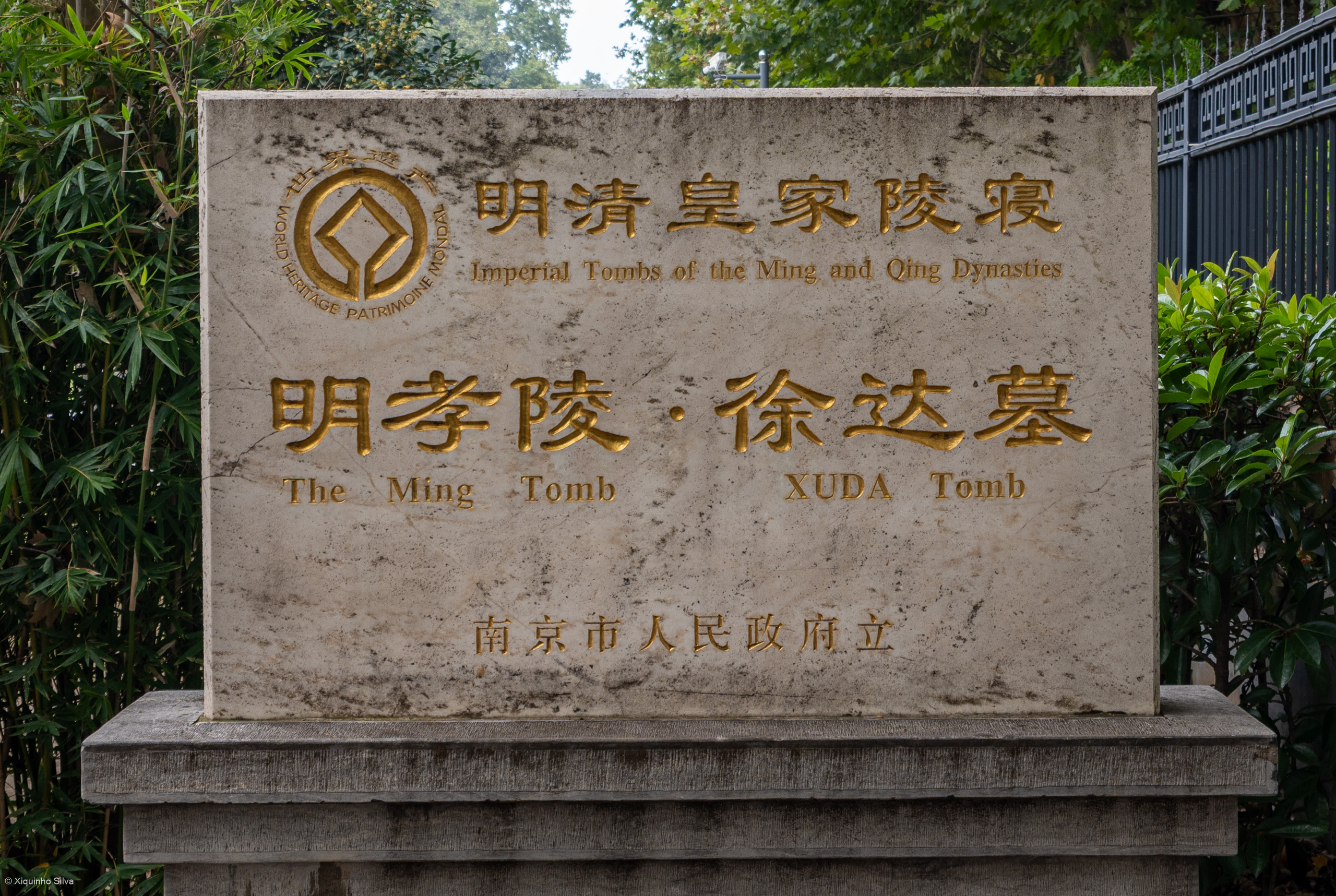
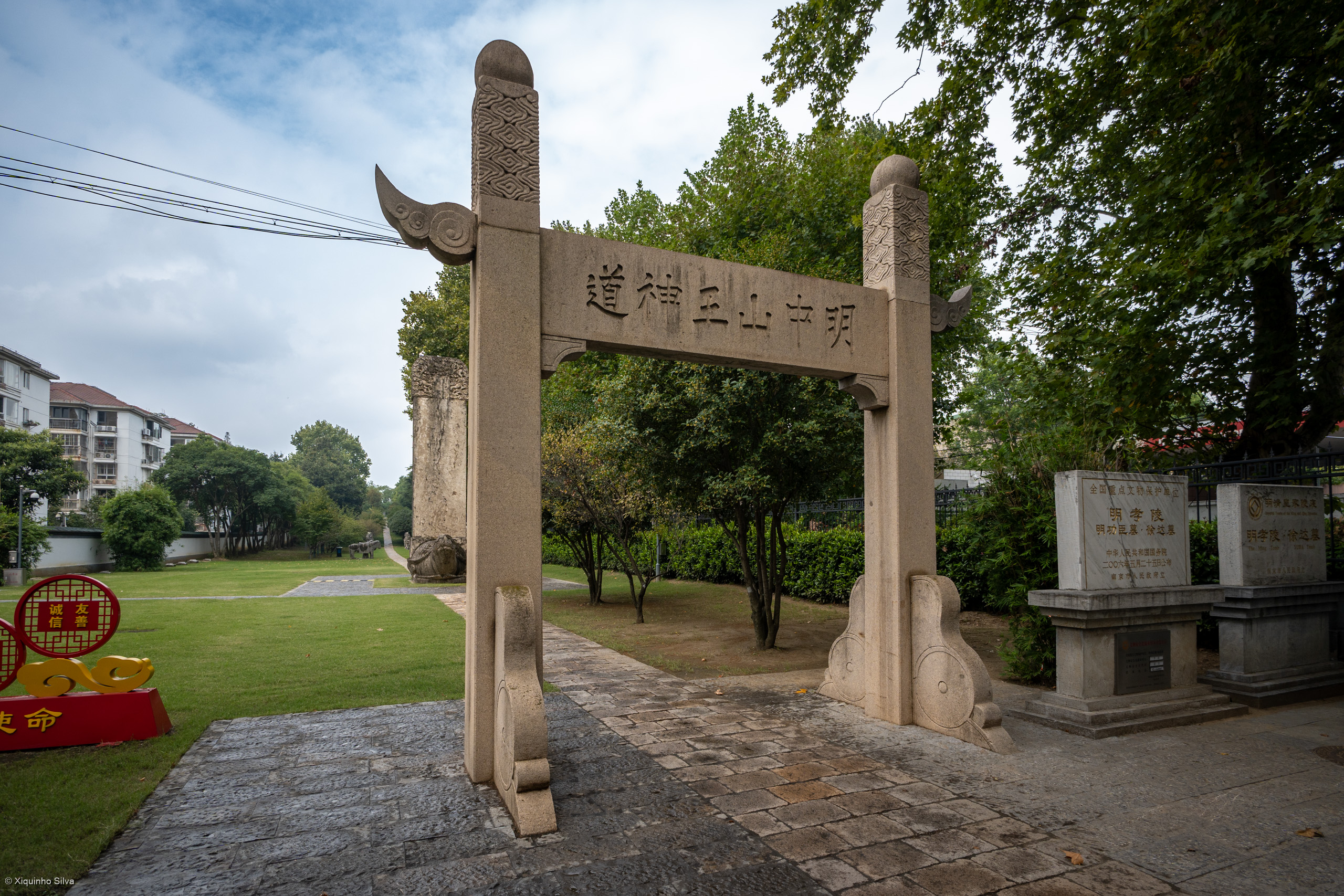
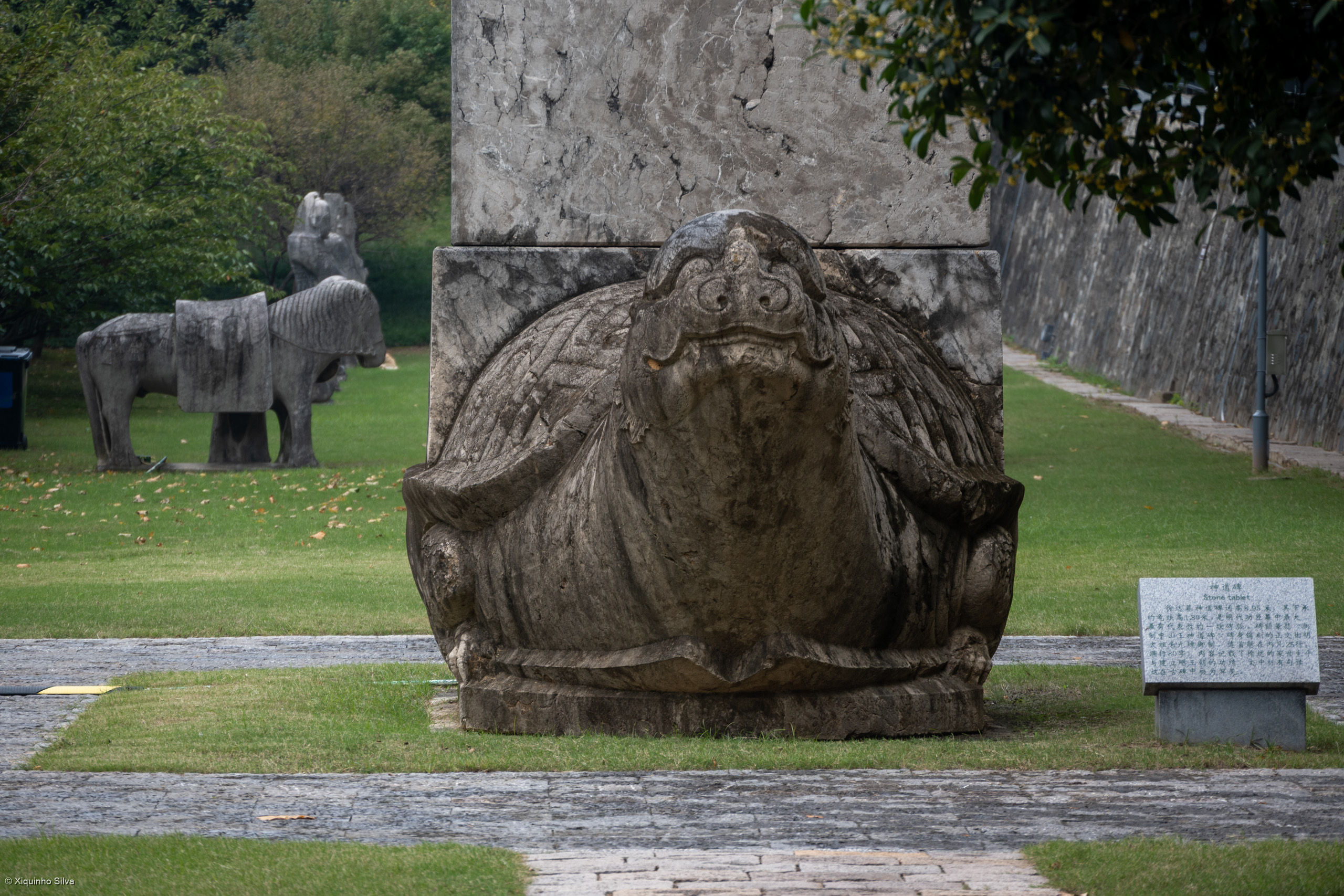
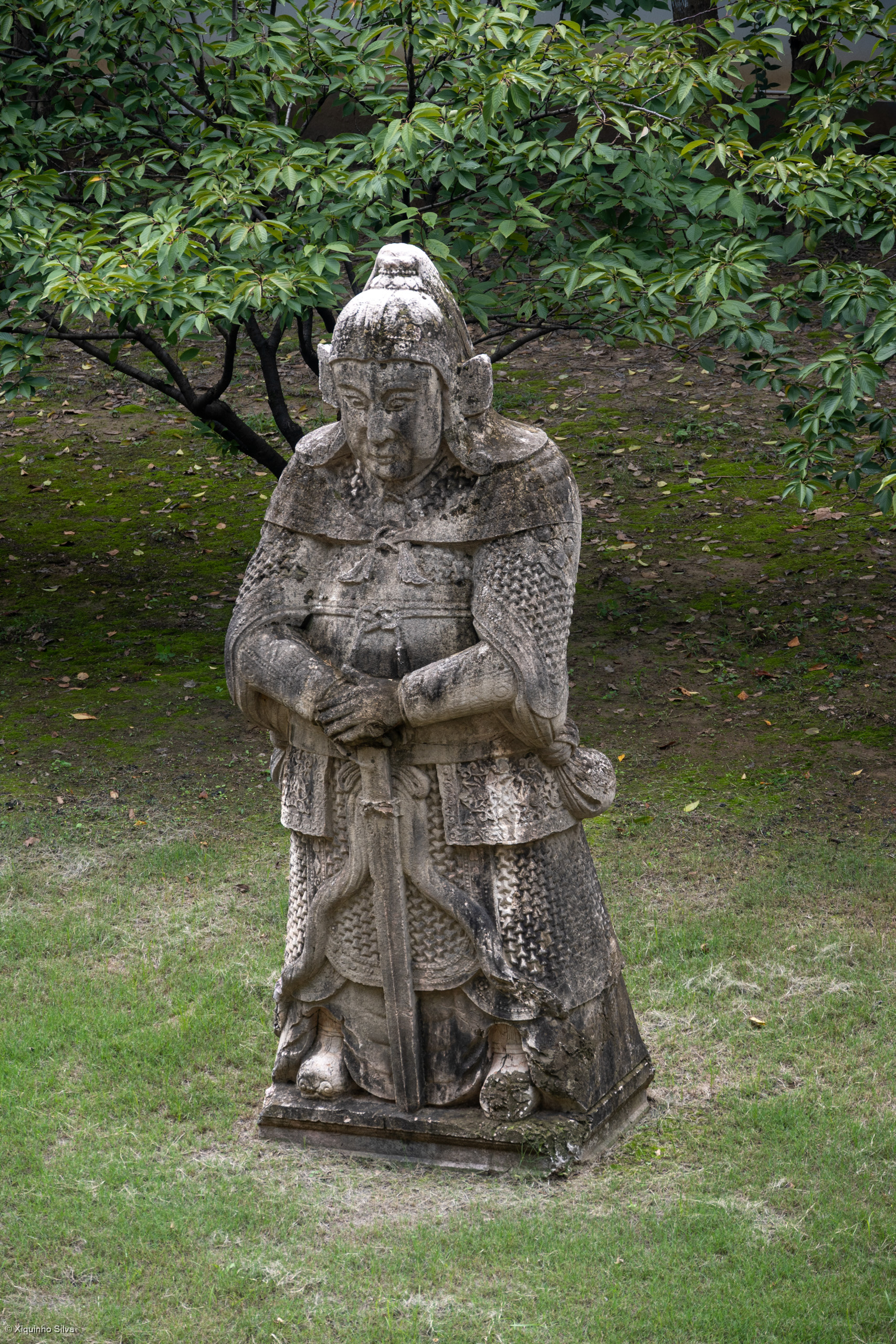
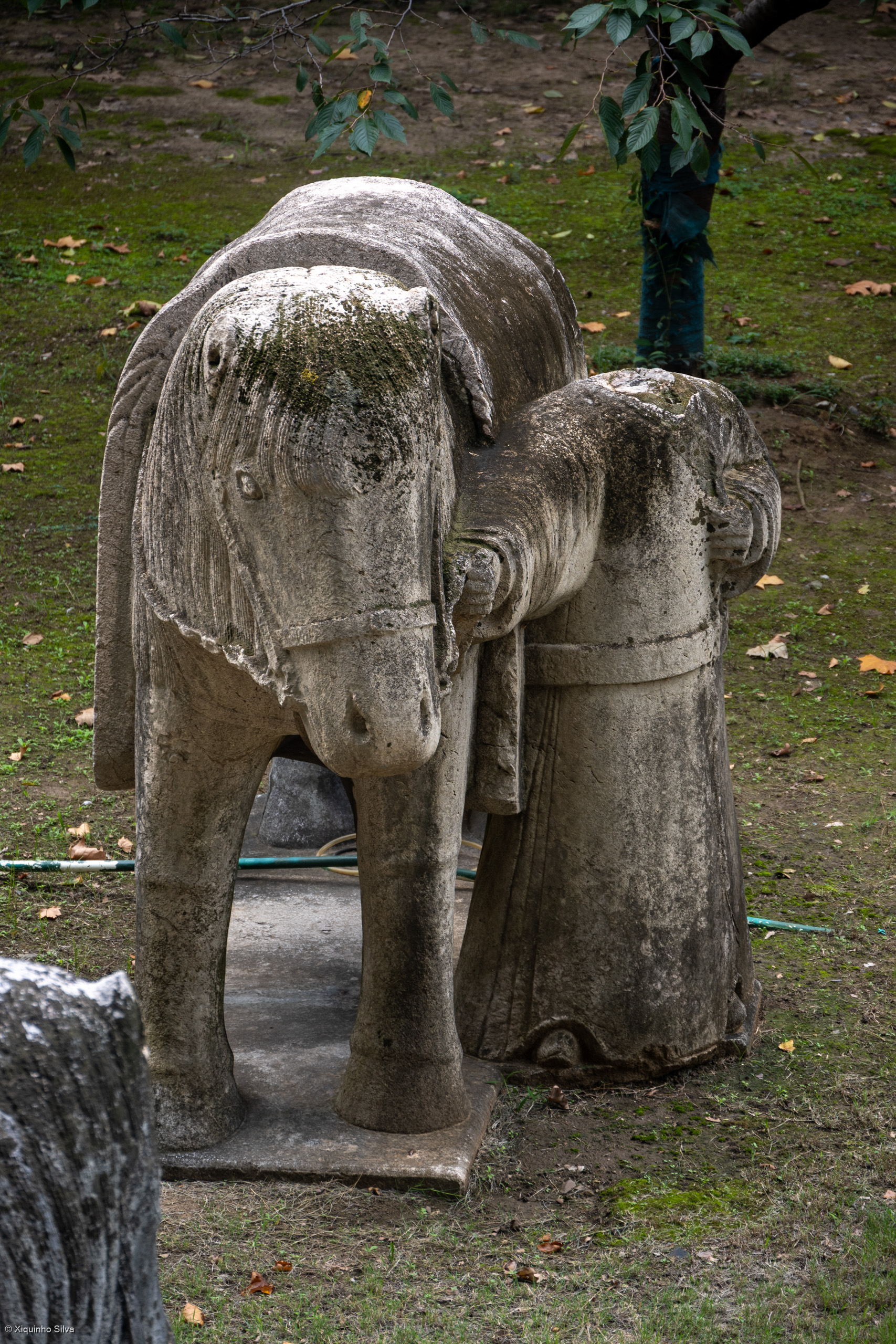